# Südafrikanische Fußballnationalmannschaft
Die südafrikanische Fußballnationalmannschaft ist das Auswahlteam der South African Football Association. Den bislang einzigen internationalen Titel für den Fußball in Südafrika erreichte die Bafana bafana („die Jungs“) genannte Mannschaft als Afrikameister 1996. Der höchste je erreichte Rang in der FIFA-Weltrangliste war ein 16. Platz.

## Geschichte

### Anfänge bis zum Zweiten Weltkrieg
Der Fußballsport wurde von der britischen Kolonialmacht in der zweiten Hälfte des 19. Jahrhunderts vor allem in die Kapkolonie nach Südafrika gebracht; in deren Hauptstadt Kapstadt wurde das erste dokumentierte Fußballspiel auf dem Gebiet der heutigen Republik Südafrika ausgetragen. Um die Jahrhundertwende wurde erstmals ein Auswahlteam formiert, als der englische Klub Corinthian FC mehrmals in die Kolonien reiste. Wie alle Auswahlteams bis 1992 bestand die „offizielle“ Nationalmannschaft aufgrund der Rassentrennung auch damals ausschließlich aus weißen Spielern. Allerdings hatte bereits 1898 eine Auswahl schwarzer Spieler aus dem Oranje-Freistaat, das Orange Free State Bantu Soccer-Team, das englische Mutterland besucht und dort einige Spiele absolviert; es wurde dort unter dem pejorativen Namen „Kaffern“ bekannt.
Eine erste Auslandsreise über neun Wochen führte die weiße Südafrika-Auswahl nach Südamerika, wo sie Spiele gegen brasilianische Vereinsmannschaften sowie gegen Uruguay und Argentinien absolvierte; beide Länderspiele gewann sie, letzteres in Buenos Aires mit 4:1. Erste Spiele einer Auswahl aus der Südafrikanischen Union, zu der Zeit ein Dominion der britischen Krone, gab es in Europa 1924. Eine Springbok Touring Team benannte Mannschaft reiste in dem Jahr nach Europa, wo sie zwischen dem 30. August und dem 3. Dezember 1924 gegen Vereinsmannschaften 21 Partien und fünf Spiele gegen Nationalmannschaften absolvierte. Von den Spielen gegen Nordirland, Wales, die Niederlande und zweimal England zählt nur die Irish Football Association  und der niederländische Verband seine Partien in Belfast am 24. September 1924 bzw. Amsterdam am 2. November 1924 als offizielles Länderspiel. Das Spiel in Amsterdam leitete der deutsche Schiedsrichter Peco Bauwens.

### Apartheid und internationale Isolation
Das erste – nach Zählung der FIFA und RSSSF – offizielle Länderspiel der Auswahl aus der Südafrikanischen Union fand am 10. Mai 1947 in Sydney statt. Es war das erste von fünf Spielen innerhalb von ebenso vielen Wochen gegen Australien. Von diesen gewannen die Südafrikaner drei, eines endete mit einem Remis. Anschließend reisten die Südafrikaner nach Neuseeland weiter, gegen dessen Nationalmannschaft sie alle vier Spiele bis zum 19. Juli 1947 gewannen. Drei Jahre später kam die australische Mannschaft zum Gegenbesuch nach Südafrika. Der 3:2-Sieg in Durban am 24. Juni 1950 war das erste Heimspiel der Unionsauswahl. Zwei Siege und zwei Niederlagen gab es in den vier Spielen der Tour der Australier. 1953 folgte ein Spiel in Lissabon gegen die portugiesische Nationalmannschaft, 1954 eines in Johannesburg gegen das Team aus Israel. Weitere fünf Partien bestritt die Auswahl 1955 auf einer zweiten Australienreise gegen die Socceroos, die sie allesamt – mit einem Gesamttorverhältnis von 23:1 – gewann.
Nachdem die weiße Regierung nach dem Zweiten Weltkrieg die Apartheid errichtet hatte, geriet Südafrika auch sportlich international in die Isolation. Von der ersten Afrikameisterschaft 1957 wurde die südafrikanische Mannschaft durch die CAF – die gerade gegründet worden war und der nur die drei weiteren am Africa Cup teilnehmenden Verbände angehörten – ausgeschlossen. Die FIFA suspendierte den südafrikanischen Verband 1964 auf ihrem Kongress in Tokio, rund ein Jahrzehnt später folgte der offizielle Ausschluss.

### Wiederaufnahme in die Sportgemeinschaft
Erst 1992 wurde die Republik Südafrika infolge der schrittweisen Auflösung der Apartheid wieder in den internationalen Verband aufgenommen; das erste Länderspiel des vom neuen Fußballverband SAFA organisierten Nationalteams unter Trainer Stanley Tshabalala am 7. Juli 1992 war ein 1:0-Sieg im Rugbystadion Kings-Park-Stadion von Durban gegen Kamerun, der nicht nur den Nationaltrainer euphorisierte: 

„Wir werden die Welt in Flammen setzen. Wir sind angekommen.“

 Weitere zwei Spiele gegen den WM-Viertelfinalisten von 1990, der eigens zu den Vereinigungsfeiern des Verbandes angereist war, folgten: eine 1:2-Niederlage in Kapstadt und ein 2:2 in Johannesburg. Die neue Mannschaft erhielt den Spitznamen Bafana Bafana, „die Jungs die Jungs“ (Bedeutung in Zulu, in Xhosa dagegen: „die Männer die Männer“). Ihr viertes Spiel führte das Team erstmals ins Ausland, in der AM-Qualifikation unterlagen die Jungs in Harare den simbabwischen Kriegern 1:4. Ein Sieg (auf Mauritius) und zwei Remis reichten jedoch noch nicht, um die Endrunde zu erreichen.
Auch die Qualifikation zur WM 1994 verpasste die Mannschaft.

### Afrikameister im eigenen Land
Für die Endrunde der Afrikameisterschaft 1996 war ursprünglich Kenia vorgesehen; der kenianische Verband verzichtete jedoch auf die Ausrichtung und Südafrika sprang ein. Bafana Bafana war dadurch für die Endrunde gesetzt und verließ die Qualifikationsgruppe 5 nach zwei Siegen und einem Unentschieden. In Abwesenheit von Titelverteidiger Nigeria erreichten die Südafrikaner das Finale, in dem sie Tunesien vor 75.000 Zuschauern in der Soccer City in Johannesburg dank zweier Tore von Mark Williams mit 2:0 besiegte. Williams war mit fünf Treffern – gemeinsam mit dem Sambier Kalusha Bwalya – bester Torschütze des Turniers.
Zwei Jahre später erreichte Südafrika erneut das Finale der Afrikameisterschaft 1998, unterlag in Ouagadougou jedoch den Ägyptern mit 0:2. Ein halbes Jahr später traten die Südafrikaner auch bei der WM 1998 an, für die sie sich in der Afrika-Gruppe 3 qualifiziert hatten. Nach zwei Unentschieden und einer Niederlage gegen die Gastgeber mussten sie sich nach der Vorrunde wieder aus Frankreich verabschieden. Bei der Afrikameisterschaft im Jahre 2000 unterlag Südafrika im Halbfinale den Nigerianern und errang durch einen Sieg über Tunesien im Elfmeterschießen den dritten Platz.
Im Jahr 2013 richtete Südafrika zum zweiten Mal die Fußball-Afrikameisterschaft aus. Im Eröffnungsspiel trennte sich Südafrika 1:1 unentschieden gegen die Kapverden. Im zweiten Spiel gewann Südafrika 2:0 gegen Angola. Am letzten Spieltag der Gruppe hatte noch jede Mannschaft die Chance auf das Erreichen des Viertelfinales. Mit einem 2:2 gegen Marokko sicherte sich Südafrika vor den Kap Verden den Gruppensieg in der Gruppe A. Im Viertelfinale schied Südafrika im Elfmeterschießen gegen Mali aus.

### Das neue Jahrtausend
Im Jahr 2002 nahmen die Südafrikaner erneut an der Endrunde der AM 2002 teil, mussten sich jedoch bereits im Viertelfinale den malischen Gastgebern geschlagen geben. Auch für die WM in Japan und Südkorea qualifizierten sie sich (ohne Punktverlust), mussten jedoch aufgrund der weniger erzielten Tore Paraguay den Einzug ins Achtelfinale gegen Deutschland überlassen. Höhere Platzierungen bei bedeutenden Turnieren blieben fortan aus – von den folgenden drei Afrikameisterschaften verabschiedete sich das Team jeweils nach der Vorrunde, für die WM 2006 in Deutschland, um die sich auch Südafrika beworben hatte, konnte sich das Team nicht qualifizieren.
Für die erstmals in Afrika auszutragende Weltmeisterschaft 2010 wurde Südafrika als Ausrichter gewählt, so dass die Mannschaft sich als Gastgeber nicht qualifizieren musste. In der Qualifikation für die früher im Jahr stattfindende Afrikameisterschaft 2010 scheiterte Südafrika bereits in der Gruppenphase.

### Weltmeisterschaft im eigenen Land

Logo der FIFA Fußball-Weltmeisterschaft 2010 in Südafrika

Im Vorfeld der Weltmeisterschaft richtete Südafrika bereits das Turnier um den Konföderationen-Pokal 2009 aus. Trotz aller Euphorie im Lande und in der Mannschaft kam der Gastgeber dabei im Eröffnungsspiel nicht über ein 0:0-Unentschieden gegen Asienmeister Irak hinaus. Am Ende des Turniers erreichte die südafrikanische Mannschaft doch noch einen respektablen vierten Platz gegen Europameister Spanien im Spiel um Platz 3 am 28. Juni 2009.
Beim Eröffnungsspiel der Fußball-Weltmeisterschaft am 11. Juni 2010 erreichte die Mannschaft im ausverkauften Soccer City-Stadion in Johannesburg ein 1:1 gegen Mexiko. Das zweite Spiel verlor die Bafana Bafana jedoch gegen Uruguay mit 0:3. Im dritten Spiel gewann man zwar mit 2:1 gegen Frankreich, was allerdings aufgrund des schlechteren Torverhältnisses gegenüber Mexiko nicht mehr zum Weiterkommen reichte. Somit schied Südafrika als erster WM-Gastgeber bereits nach der Vorrunde aus.

## Turniere

### Weltmeisterschaft
| Jahr | Gastgeberland  | Teilnahme bis …    | Letzte(r) Gegner                    | Ergebnis | Trainer                 | Bemerkungen und Besonderheiten |
| ---- | -------------- | ------------------ | ----------------------------------- | -------- | ----------------------- | --- |
| 1930 | Uruguay        | nicht teilgenommen |                                     |          |                         | |
| 1934 | Italien        | nicht teilgenommen |                                     |          |                         | |
| 1938 | Frankreich     | nicht teilgenommen |                                     |          |                         | |
| 1950 | Brasilien      | nicht teilgenommen |                                     |          |                         | |
| 1954 | Schweiz        | nicht teilgenommen |                                     |          |                         | |
| 1958 | Schweden       | nicht teilgenommen |                                     |          |                         | |
| 1962 | Chile          | nicht teilgenommen |                                     |          |                         | |
| 1966 | England        | nicht teilgenommen |                                     |          |                         | nach Beginn der Qualifikation von der FIFA suspendiert |
| 1970 | Mexiko         | nicht teilgenommen |                                     |          |                         | von der FIFA suspendiert |
| 1974 | Deutschland    | nicht teilgenommen |                                     |          |                         | von der FIFA suspendiert |
| 1978 | Argentinien    | nicht teilgenommen |                                     |          |                         | von der FIFA suspendiert |
| 1982 | Spanien        | nicht teilgenommen |                                     |          |                         | von der FIFA suspendiert |
| 1986 | Mexiko         | nicht teilgenommen |                                     |          |                         | von der FIFA suspendiert |
| 1990 | Italien        | nicht teilgenommen |                                     |          |                         | von der FIFA suspendiert |
| 1994 | USA            | nicht qualifiziert |                                     |          |                         | In der Qualifikation in der 1. Runde an Nigeria gescheitert. |
| 1998 | Frankreich     | Vorrunde           | Frankreich, Dänemark, Saudi-Arabien | 24.      | Philippe Troussier      | Nach einer Niederlage gegen den späteren Weltmeister Frankreich und zwei Remis gegen Dänemark und Saudi-Arabien als Gruppendritter ausgeschieden. |
| 2002 | Südkorea/Japan | Vorrunde           | Paraguay, Slowenien, Spanien        | 17.      | Jomo Sono               | Nach einem Remis gegen Paraguay, einem Sieg gegen Slowenien und einer Niederlage gegen Spanien auf Grund der weniger erzielten Tore als Gruppendritter ausgeschieden. |
| 2006 | Deutschland    | nicht qualifiziert |                                     |          |                         | In der Qualifikation in der 2. Runde an Ghana gescheitert. |
| 2010 | Südafrika      | Vorrunde           | Mexiko, Uruguay, Frankreich         | 20.      | Carlos Alberto Parreira | Nach einem Remis im Eröffnungsspiel gegen Mexiko, einer Niederlage gegen Uruguay und einem Sieg gegen Frankreich belegte Südafrika auf Grund der schlechteren Tordifferenz Platz 3 in der Gruppe und schied damit als erster Gastgeber in der Vorrunde bei einer WM aus. |
| 2014 | Brasilien      | nicht qualifiziert |                                     |          |                         | In der Qualifikation an Äthiopien gescheitert, das in den Playoffs der Gruppensieger ebenfalls scheiterte. |
| 2018 | Russland       | nicht qualifiziert |                                     |          |                         | In der Qualifikation in der 3. Runde am Senegal, Burkina Faso und Kap Verde gescheitert |
| 2022 | Katar          | nicht qualifiziert |                                     |          |                         | In der Qualifikation in der 2. Runde an Ghana gescheitert. |

### Afrikameisterschaft
| 1957 im Sudan                  | ausgeschlossen          |
| 1959 bis 1992                  | von der CAF suspendiert |
| 1994 in Tunesien               | nicht qualifiziert      |
| 1996 in Südafrika              | Afrikameister           |
| 1998 in Burkina Faso           | 2. Platz                |
| 2000 in Ghana und Nigeria      | 3. Platz                |
| 2002 in Mali                   | Viertelfinale           |
| 2004 in Tunesien               | Vorrunde 3. Platz       |
| 2006 in Ägypten                | Vorrunde 4. Platz       |
| 2008 in Ghana                  | Vorrunde 4. Platz       |
| 2010 in Angola                 | nicht qualifiziert      |
| 2012 in Äquatorialguinea/Gabun | nicht qualifiziert      |
| 2013 in Südafrika              | Viertelfinale           |
| 2015 in Äquatorialguinea       | Vorrunde 4. Platz       |
| 2017 in Gabun                  | nicht qualifiziert      |
| 2019 in Ägypten                | Viertelfinale           |
| 2022 in Kamerun                | nicht qualifiziert      |
| 2024 in der Elfenbeinküste     | 3. Platz                |
| 2025 in Marokko                | qualifiziert            |

Südafrika wurde 1957 aufgrund der Weigerung, mit einer multiethnischen Mannschaft anzutreten, vom Turnier ausgeschlossen.
Die südafrikanische Nationalmannschaft wurde wegen der Apartheidpolitik im Land von 1957 bis 1992 auf internationaler Ebene von der FIFA suspendiert.

### Afrikanische Nationenmeisterschaft
Bei dieser Meisterschaft sind nur Spieler spielberechtigt, die in den nationalen Meisterschaften ihrer Heimatländer spielen. Die Spiele werden von der FIFA als Freundschaftsspiele oder nicht gezählt.
| 2009 in der Elfenbeinküste | nicht qualifiziert |
| 2011 im Sudan              | Viertelfinale      |
| 2014 in Südafrika          | Vorrunde           |
| 2016 in Ruanda             | nicht qualifiziert |
| 2018 in Marokko            | nicht qualifiziert |
| 2021 in Kamerun            | nicht qualifiziert |
| 2023 in Algerien           | nicht qualifiziert |

### Südafrikameisterschaft (COSAFA Cup)
| 1997 | nicht teilgenommen                           |
| 1998 | nicht qualifiziert                           |
| 1999 | Viertelfinale                                |
| 2000 | Halbfinale                                   |
| 2001 | Viertelfinale                                |
| 2002 | 1. Platz                                     |
| 2003 | Viertelfinale                                |
| 2004 | nicht qualifiziert                           |
| 2005 | Halbfinale                                   |
| 2006 | nicht qualifiziert                           |
| 2007 | 1. Platz                                     |
| 2008 | 1. Platz                                     |
| 2009 | Vierter                                      |
| 2013 | Dritter                                      |
| 2015 | Trostrunde                                   |
| 2016 | 1. Platz                                     |
| 2017 | Sieger der Trostrunde (5. Platz)             |
| 2018 | Sieger der Trostrunde (5. Platz)             |
| 2019 | Sieger der Trostrunde (5. Platz)             |
| 2020 | Turnier wegen der COVID-19-Pandemie abgesagt |
| 2021 | 1. Platz                                     |
| 2022 | 5. Platz (Sieger der Trostrunde)             |

## Trainer
- Stanley Tshabalala (1992)
- Ephraim Mashaba (1992)
- Augusto Palacios (1993)
- Clive Barker (1994–1997)
- Jomo Sono (1998)
- Philippe Troussier (1998)
- Trott Moloto (1998–2000)
- Carlos Queiroz (2000–2002)
- Jomo Sono (2002)
- Ephraim Mashaba (2002–2004)
- Stuart Baxter (2004–2005)
- Dumitru Teodorescu (2005–2006)
- Carlos Alberto Parreira (2007–2008)
- Joel Santana (2008–2009)
- Carlos Alberto Parreira (2009–2010)
- Pitso Mosimane (2010–2012)
- Gordon Igesund (2012–2014)
- Ephraim Mashaba (2014–2017)
- Stuart Baxter (2017–2019)
- Molefi Ntseki (2019–2021)
- Hugo Broos (seit 2021)

## Rekordspieler
Von den 2021 eingesetzten Spielern hat Thulani Hlatshwayo die meisten Spiele (54) bestritten.
(Stand: 17. Juli 2022)
| Rekordspieler | Rekordspieler      | Rekordspieler | Rekordspieler |
| Spiele        | Spieler            | Zeitraum      | Tore          |
| ------------- | ------------------ | ------------- | ------------- |
| 107           | Aaron Mokoena      | 1999–2010     | 1             |
| 91            | Itumeleng Khune    | 2008–2018     | 0             |
| 89            | Siphiwe Tshabalala | 2006–2017     | 12            |
| 82            | Siyabonga Nomvethe | 1999–2012     | 16            |
| 80            | Benni McCarthy     | 1997–2010     | 31            |
| 74            | Shaun Bartlett     | 1995–2005     | 28            |
| 73            | John Moshoeu       | 1993–2004     | 8             |
| 72            | Delron Buckley     | 1998–2012     | 10            |
| 72            | Bernard Parker     | 2007–2015     | 23            |
| 70            | Lucas Radebe       | 1992–2003     | 2             |
| 67            | Andre Arendse      | 1995–2004     | 0             |
| 67            | Sibusiso Zuma      | 1998–2008     | 13            |

| Rekordschützen | Rekordschützen     | Rekordschützen | Rekordschützen |
| Tore           | Spieler            | Zeitraum       | Spiele         |
| -------------- | ------------------ | -------------- | -------------- |
| 31             | Benni McCarthy     | 1997–2012      | 80             |
| 28             | Shaun Bartlett     | 1995–2005      | 74             |
| 23             | Bernard Parker     | 2007–2015      | 72             |
| 23             | Katlego Mphela     | 2005–2013      | 53             |
| 19             | Phil Masinga       | 1992–2001      | 58             |
| 16             | Siyabonga Nomvethe | 1999–2010      | 82             |
| 13             | Percy Tau          | 2015–          | 35             |
| 13             | Sibusiso Zuma      | 1998–2008      | 67             |
| 12             | Tokelo Rantie      | 2012–aktiv     | 41             |
| 12             | Siphiwe Tshabalala | 2006–2014      | 88             |
| 11             | Donald Wilson      | 1947–1947      | 9              |
| 10             | Delron Buckley     | 1998–2008      | 72             |
| 10             | Teko Modise        | 2007–2012      | 66             |

## Länderspiele gegen deutschsprachige Nationalmannschaften
|    | Datum      | Ort          | Heimmannschaft | Resultat | Gastmannschaft |
| -- | ---------- | ------------ | -------------- | -------- | -------------- |
| 1. | 15.12.1995 | Johannesburg | Südafrika      | 0:0      | Deutschland    |
| 2. | 15.11.1997 | Düsseldorf   | Deutschland    | 3:0      | Südafrika      |
| 3. | 07.09.2005 | Bremen       | Deutschland    | 4:2      | Südafrika      |
| 4. | 05.09.2009 | Leverkusen   | Deutschland    | 2:0      | Südafrika      |

Bisher gab es keine Länderspiele gegen die Schweiz, Österreich, Luxemburg und Liechtenstein.